# Federico Luna y Peralta
Federico Luna Peralta (Puno, 1853-Génova, 1927), fue un empresario y político peruano. Fue presidente del Consejo de Ministros y ministro de Gobierno y Policía, en el gobierno de Guillermo Billinghurst (1913).

## Biografía
Nació en Puno. Hijo de Federico Luna Aranibar y Ruperta Peralta. Hermano del coronel-abogado Miguel Emilio Luna, uno de los héroes peruanos caídos en la batalla de Huamachuco. Forma parte de la familia Luna de la provincia de Acomayo que tuvo una gran participación en la política de esa provincia, el departamento del Cusco y el Perú. Así, su abuelo José Mariano Luna fue diputado por la provincia de Acomayo durante la Convención Nacional de 1833, su tío José Emilio Luna fue diputado por Acomayo entre 1868 a 1876 y senador por el departamento del Cusco en 1895, su otro tío Mauricio Luna fue diputado por Acomayo entre 1889 a 1894 y su padre y su medio hermano Federico Luna Aranibar fue miembro del Congreso Constituyente de 1867, diputado por la provincia de Canchis entre 1868 y 1876 y senador por el departamento de Apurímac de 1879 a 1881. 
De oficio comerciante, se instaló en Lima hacia 1878.
En 1879 fue elegido diputado suplente por la provincia de Canas, departamento del Cusco.
Durante la Guerra del Pacífico, estuvo presente en Lima durante la defensa de la ciudad formando parte del batallón 33 de la Reserva. Ocupada la capital peruana por los chilenos, se contó entre los 114 que integraron la Junta de Notables que eligió como Presidente de la República al doctor Francisco García Calderón, el 22 de febrero de 1881, inaugurándose el llamado gobierno de La Magdalena. Durante la resistencia que encabezó el general Andrés A. Cáceres en la sierra, fue miembro del Comité de Ayuda a la Resistencia, en Lima. 
Finalizada la guerra, se unió a Andrés Avelino Cáceres en su enfrentamiento a Miguel Iglesias en la guerra civil de 1884 convirtiéndose en 1885 en secretario político de Cáceres. Luego de la guerra civil, en 1886 fue elegido nuevamente como diputado suplente esta vez por la provincia de Paucartambo.En 1893, durante su gestión, llegó a formar parte de la mesa directiva de la Cámara de Diputados durante la presidencia de Mariano Valcárcel como prosecretario, compartiendo función con el diputado cusqueño Eliseo Araujo. Fue reelegido en 1889 pero como diputado por la provincia de Sandia.
Tras el triunfo de Nicolás de Piérola en la guerra civil de 1894, se retiró momentáneamente de la vida política. En 1900 fue nombrado director del Ferrocarril Urbano, en 1907 gerente de la Compañía Nacional del Tranvía Eléctrico, entre 1912 y 1913 director general de Correos y Telégrafos.
Durante el gobierno de Guillermo Billinghurst, fue nombrado presidente del Consejo de Ministros y Ministro de Gobierno y Policía, cargos que ejerció del 24 de febrero a 17 de junio de 1913. Durante su periodo, se realizaron las elecciones del nuevo tercio parlamentario. Varios procesos fueron anulados por la Corte Suprema, por lo que los billinghuristas no pudieron aumentar el número de sus parlamentarios, lo que fue un serio revés para el gobierno, que tenía que batallar duramente con la oposición en el Congreso. Billinghurst decidió tomar una nueva orientación política y eligió nuevo jefe del gabinete a Aurelio Sousa y Matute, prominente miembro del Partido Demócrata o pierolista.
Fue también miembro de la junta directiva del partido Unión Cívica, que fundara Mariano Nicolás Valcárcel.
Murió en Génova, Italia en 1927.